# Sami Outalbali
Sami Outalbali (Poissy, 19 de marzo de 1999) es un actor y modelo francés. Es principalmente conocido por sus papeles como Ilyes en Les Grands y Rahim en Sex Education. Inició su carrera como actor en 2011.

## Biografía

### Juventud y formación
Sami Outalbali nació el 19 de marzo de 1999 en Poissy, Yvelines. Creció en Verneuil-sur-Seine y estudió en el Lycée Louise Weiss à Achères.

### Carrera
En 2006 Sami Outalbali dio sus primeros pasos en televisión apareciendo en la película para televisión Saving Said de Didier Grousset. Posteriormente pasó a interpretar pequeños papeles en películas y series de televisión.
En 2016, actuó en Les Grands, una serie transmitida por OCS. Dos años después interpretó a Sélim en Fiertés, una serie de Arte.
Actualmente interpreta el papel de Reda en Mortel. En septiembre de 2019, se anunció su participación en un papel principal del segundo largometraje de Leyla Bouzid, Une histoire d'amour et de désir, que se estrenó en 2020.
En enero de 2020 se dio a conocer gracias a su interpretación de Rahim en la segunda temporada de Sex Education.
En 2020 tocó en el clip Coup de Blues/Soleil de Bigflo et Oli.

## Filmografía
| Año       | Título                           | Personaje      | Notas           |
| --------- | -------------------------------- | -------------- | --------------- |
| 2011      | Les Tuche                        | Jean-Wa        |                 |
| 2012      | Vive la colo!                    | Sami           | 6 episodios     |
| 2015      | Petits secrets entre voisins     | Basile Legrand | 1 episodio      |
| 2016-2019 | Grown Ups                        | Ilyes          | 30 episodios    |
| 2018      | Proud                            | Sélim          | 1 episodio      |
| 2018      | Torn                             | Sofianne       |                 |
| 2019      | Lola                             | Samir          |                 |
| 2019      | Man Up!                          | Sonnie         |                 |
| 2019      | Mortel                           | Reda Kada      | 3 episodios     |
| 2020-     | Sex Education                    | Rahim          | Temporada 2 & 3 |
| 2020      | Une histoire d'amour et de désir | Ahmed          |                 |